# Yau Tsim Mong

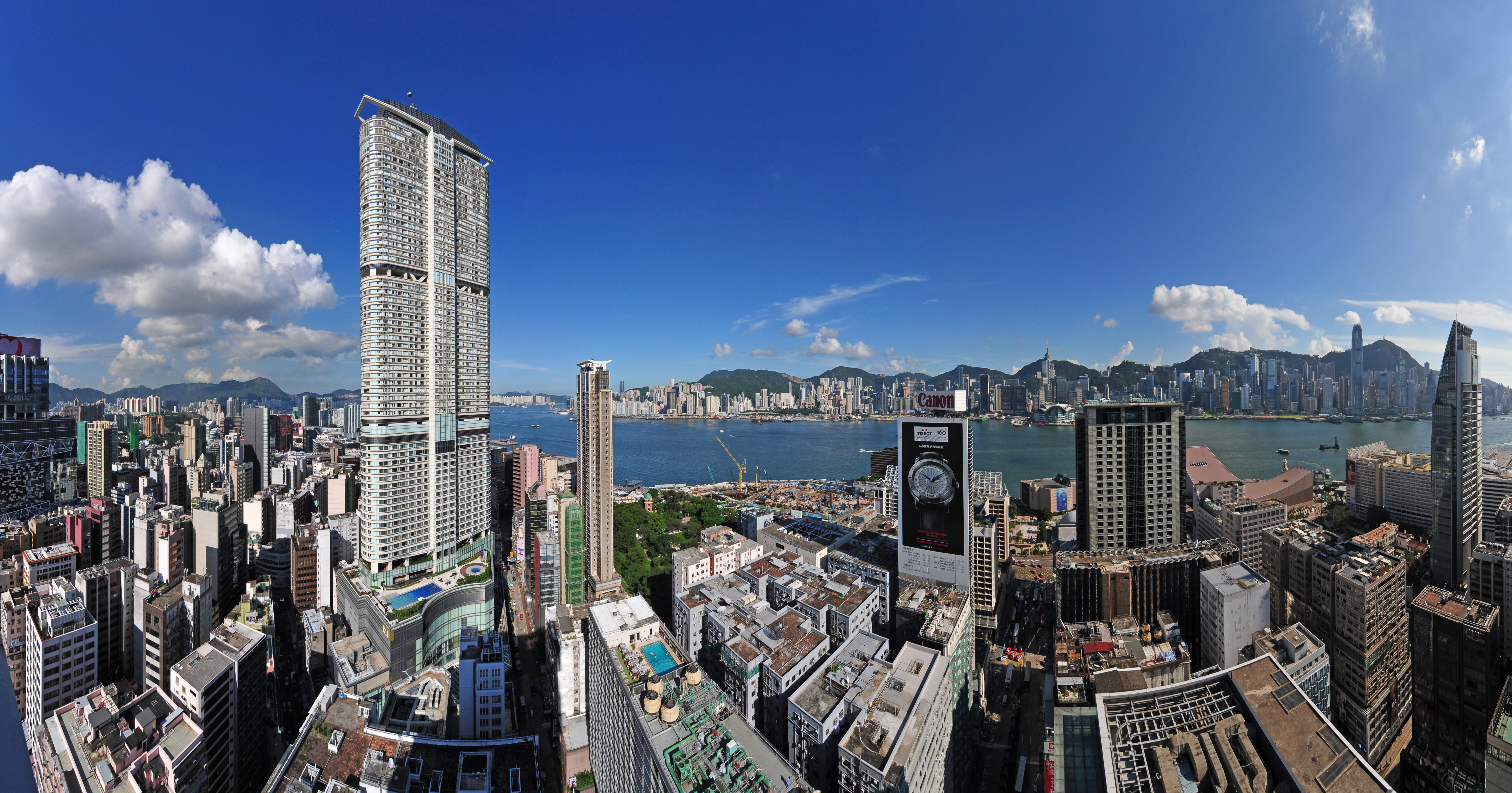
Tsim Sha Tsui

Yau Tsim Mong (traditionell kinesiska: 油尖旺區 Jyutping: jau4 zim1 wong6 keoi1) är ett av Hongkongs 18 administrativa distrikt. Namnet är en sammanslagning av de tre stadsdelarna Yau Ma Tei, Tsim Sha Tsui och Mong Kok. Distriktet är en del av huvudområdet Kowloon.
Yau Tsim Mong har 282 020 invånare på en yta av 7km². 